# Закањсек
Закањсек (мађ. Zákányszék) је село у Мађарској, јужном делу државе. Село управо припада Морахаломском срезу Чонградско-чанадске жупаније, са седиштем у Сегедину.

## Природне одлике
Насеље Закањсек налази у јужном делу Мађарске, на 12 километара од државне границе са Србијом.
Подручје око насеља је равничарско (Панонска низија), приближне надморске висине око 95 m. Око насеља се уздиже Телечка пешчара.

## Становништво
Према подацима из 2013. године Закањсек је имао 2.697 становника. Последњих година број становника опада.
Претежно становништво у насељу су Мађари римокатоличке вероисповести.